# История железных дорог Нидерландов

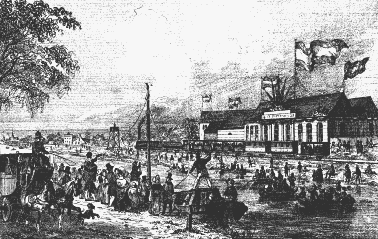
Открытие первой железной дороги в Нидерландах

История железных дорог Нидерландов берёт своё начало 20 сентября 1839 года, когда первый поезд преодолел расстояние в 16 километров между Амстердамом и Хаарлемом. Однако, ранние планы по строительству железных дорог в Нидерландах возникли ещё в 1820-е — сразу после открытия первой железной дороги в Великобритании.

## Этапы развития
Историю развития железнодорожного транспорта в Нидерландах можно разделить на шесть этапов:
1. Период до 1839 года — возникновение планов строительства железной дороги.
2. Период с 1840 по 1860 годы — железные дороги делают первые шаги.
3. Период с 1860 по 1890 годы — правительство установило порядок строительства новых линий.
4. Период с 1890 по 1938 годы — объединение множества железных дорог в две большие.
5. Период с 1938 по 1992 годы — Nederlandse Spoorwegen получает гарантированную правительством монополию на железнодорожные перевозки.
6. Период после 1992 года — потеря монопольного положения Nederlandse Spoorwegen.

## Первая линия (1839 г.)

### Фальстарт
Амбициозный офицер W.A. Bake задумал строительство первой железной дороги в Нидерландах сразу после открытия в Великобритании линии Ливерпуль — Манчестер. Он планировал построить железную дорогу соединяющую Амстердам и Кёльн (Германия) и проходящую через Арнем. Однако, многие европейские страны уже имели с Нидерландами эффективные пути доставки товаров и пассажиров с помощью гужевого транспорта. Нидерланды исторически известны как торговая нация, этому способствовало большое количество рек и каналов пролегающих через страну. У многих людей возникали вопросы в необходимости железной дороги. Кроме того мощное лобби со стороны корабельной индустрии влияло на общественное мнение. В результате W.A. Bake устал собирать средства на строительство железной дороги и забросил свою затею навсегда.

### Вмешательство Королевской семьи
W.C. Brade, нанятый W.A. Bake, продолжил его дело, но он изменил направление с Амстердама в сторону Роттердама. Пробная линия до Хаарлема проверила экономическую целесообразность проекта. На такое изменение маршрута повлияло мнение инвесторов, желавших иметь железную дорогу между двумя великими портами (порт Амстердама и порт Роттердама). Король Вильям находился в положении отстающего, так как соседние страны уже строили железные дороги. Он мог бы стать угрозой планам строительства грузовой железной дороги Iron Rhine.

### Строительство линии
С благословения короля, строительство железной дороги началось. Однако, основным препятствием оказалось отсутствие инженеров по строительству железных дорог. Пришлось пригласить экспертов из других стран, в основном из Англии. Несмотря на помощь экспертов было принято спорное решение строить дорогу с широкой колеёй — 1945 мм. Все соседние страны использовали стандартную колею. Это сделало железную дорогу несовместимой с дорогами соседних стран, хотя изначально планировалось соединение с железными дорогами других стран (позднее был осуществлён перевод на стандартную колею). Из-за этого возникли дополнительные сложности с доставкой локомотивов.

### Открытие линии
20 сентября состав с локомотивом De Arend (запасной локомотив De Snelheid) покинул Амстердам и прибыл, за рекордные 30 минут, в Хаарлем. Коммерческие рейсы начали перевозки через несколько дней.

## Раннее развитие (1840—1860 гг.)
После первого расширения железные дороги доказали свою успешность, дальнейшее развитие происходило медленно. строительство железных дорог крупными компаниями Hollandsche IJzeren Spoorweg-Maatschappij (HSM) и Nederlandse Rhijnspoorweg-Maatschappij (NSR), и несколькими мелкими фирмами ограничивалось второстепенными линиями.

### Компания HSM

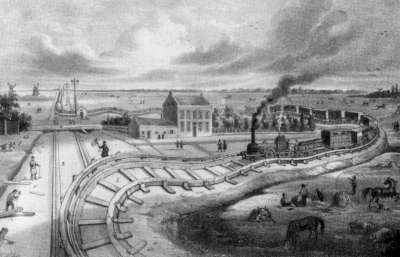
Карикатура 'Het laantje van Van der Gaag'

После удачного завершения строительства линии между Амстердамом и Хаарлемом, компания решила закончить линию до Роттердама. Не всем жителям, особенно землевладельцам, нравилась идея прокладки железной дороги через их земли, но другие жители были заинтересованы экономическим потенциалом железной дороги. Известен случай (1842), когда один из землевладельцев (Aernout Hendrik van Wickevoort Crommelin), владевший маленьким кусочком земли в Хемстеде на пути железной дороги, соглашался продать свой участок в обмен на железнодорожную станцию в выгодном ему месте. Этот инцидент удалось уладить, объяснив землевладельцу, что между Харлемом и Лейденом станций не запланировано вовсе (хотя в действительности там были построены четыре станции). Тогда он же выкупил участок в Делфте, где должно было пройти железнодорожное полотно. Компания HSM сначала пыталась использовать легальные методы, но это отняло бы много времени. Тогда компания построила железную дорогу вокруг этого клочка земли. Владелец участка после провала своих планов подарил землю железной дороге. Это маленькое изменение направления заняло пять дней, но избавило компанию от выполнения требований землевладельца. В дальнейшем значительных инцидентов не было и железнодорожная линия была закончена в 1847 году.

### Компания NSR
Ещё одна крупная железнодорожная линия была построена компанией NSR. Линия начиналась в Амстердаме и шла до Утрехта и далее через Арнем в Германию. Строительство началось сразу после того, как HSM начало строительство своей дороги и инвесторов не удалось найти даже в Германии. Виллем I ещё раз стал спасителем железных дорог, он дал личные гарантии в вопросе финансирования строительства. Первый участок между Амстердамом и Утрехтом был открыт 18 декабря 1843 года, а до Арнема 16 мая 1845 года. Последний участок в Германию был закончен через 11 лет в 1856 году, после перестройки железных дорог Нидерландов под стандартную для Европы колею.
Мелкие компании в этот период построили несколько линий, например Ахен-Маастрихт. Однако, к 1860 году было построено всего 325 километров дорог. Настоящий строительный бум начался позднее.

## Строительный бум (1860—1890 гг.)

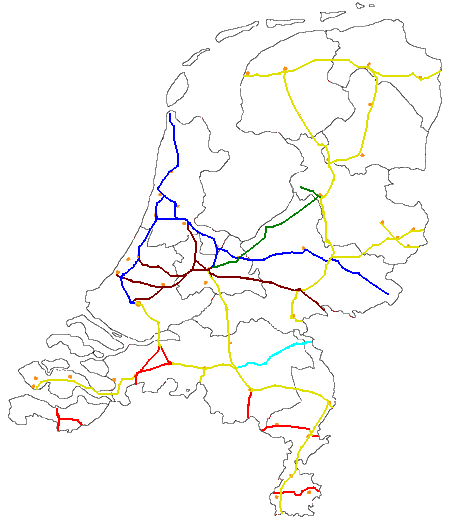
Карта железнодорожной сети на 1880 год.
HSM
NRS
SS
NCS
NBDS
Другие компании

Как и в других странах, правительство выбирало частные компании для строительства эксплуатации железных дорог. Это привело к концентрации железных дорог в густонаселённых провинциях Голландии и Утрехте и слабому развитию в провинции Гелдерланд. Жители некоторых городов без железных дорог опасались не выдержать конкуренции с городами, по которым проходили железные дороги. Они начали лоббировать в правительстве возможность строительства сети железных дорог.

### Вмешательство правительства
В 1860 году было принято правительственное решение о строительстве крупной сети железных дорог. Предварительно правительство субсидировало несколько линий, но не строило всю сеть целиком. Сеть была спроектирована так, чтобы при минимальном количестве участков, соединить максимальное количество городов. Ещё один аспект строительства заключался в постройке вдоль железнодорожных линий нескольких крупных станций (в зависимости от ожидаемого пассажиропотока).

### Компания Maatschappij tot Exploitatie van Staatsspoorwegen
Для обслуживания новых линий, построенных правительством, была основана новая частная компания Maatschappij tot Exploitatie van Staatsspoorwegen. Эта компания основана группой инвесторов, которые получили концессию на строительство от государства.

### Частное строительство
Пока правительство занималось строительством основных железных дорог, частные компании продолжали строительство своих собственных линий. Например, HSM, совместно с NRS, построило линию для пассажирских и грузовых перевозок из Амстердама в Германию. Так же были заложены новые направления. Компания Noord-Brabantsch-Duitsche Spoorweg-Maatschappij (NBDS) была основана, чтобы заполнить разрыв в линии Санкт-Петербург — Берлин — Лондон.

## Объединение (1890—1938 гг.)
В начале 1900 годов Noord Friesche Locaalspoorweg-Maatschappij построило две линии на севере Фрисляндии. Линия от Леувардена до Ферверда была открыта в 1901 году и продлена до Metslauwier в следующем году. Линия разветвлялась от Stiens в сторону Харлингена в 1904 году, с участком до Франекера, а другое направление до Berlikum. Окончательно строительство завершилось в 1913 году, когда линия достигла Anjum.

## Расписание
В 2006 году с помощью математических методов было разработано расписание движения пассажирских поездов Нидерландов. В 2008 году сотрудники Железных дорог Нидерландов за разработку расписания получили премию Франца Эдельмана.